# 全国小・中学校リズムダンスふれあいコンクール
全国小・中学校リズムダンスふれあいコンクールは、同コンクール実行委員会（TBSテレビなど）主催で毎年12月に全国大会が開催される競技会。

## 概要
2013年に創設。文部科学省の学習指導要領に必修科目のダンスを学級単位で発表するコンクール。当初は全国中学校リズムダンスふれあいコンクールの名称だったが、2015年に小学校の部創設に伴い現名称となる。
大会は全国各ブロック予選を勝ち抜いたチームが最高賞の文部科学大臣賞（優勝旗）を目指す。なお2020年以降は新型コロナの影響でビデオ審査で受賞校が決定する。
部門はあらかじめ指定された曲を踊る自由振付部門と規定曲部門、さらに中学校ダンス部の5カテゴリで行われる。またこれとは別に特別支援学校の発表会もある。
大会の模様はコンクール公式サイトで生中継される。

## 歴代文部科学大臣賞受賞校

### 自由振付部門
| 回 | 開催年 | 小学校                                 | 中学校                         | 指定曲                                                            |
| -- | ------ | -------------------------------------- | ------------------------------ | ----------------------------------------------------------------- |
| 1  | 2013年 | 開催なし                               | 寝屋川市立第十中学校（近畿）   |                                                                   |
| 2  | 2014年 | 開催なし                               | 足立区立上沼田中学校           |                                                                   |
| 3  | 2015年 | 中央区立常盤小学校                     | 佐野市立田沼西中学校           |                                                                   |
| 4  | 2016年 | 香川大学教育学部附属高松小学校（四国） | 寝屋川市立友呂岐中学校（近畿） |                                                                   |
| 5  | 2017年 | 横浜市立黒須田小学校（関東）           | 関市立板取川中学校（東海）     |                                                                   |
| 6  | 2018年 | 砺波市立庄東小学校（東海）             | 関市立板取川中学校（東海）     |                                                                   |
| 7  | 2019年 | 砺波市立庄東小                         | 佐野市立田沼西中               |                                                                   |
| 8  | 2020年 | 寝屋川市立楠根小                       | 津市立東橋内中                 | 「パプリカ」（Foorin/米津玄師）                                   |
| 9  | 2021年 | 富山市立八幡小                         | 関市立板取川中                 | 「夜に駆ける」（YOASOBI）                                         |
| 10 | 2022年 | 品川区立台場小                         | 寝屋川市立第十中               | 「Mela!」（緑黄色社会）                                           |
| 11 | 2023年 | 佐久市立野沢小                         | バンコク日本人学校             | 「トウキョウ・シャンディ・ランデヴft．花譜、ツミキ」（MAISONdes） |
| 12 | 2024年 | 多賀町立多賀小                         | 関市立板取川中                 | 「アイドル」（YOASOBI）                                           |

### 規定曲部門
| 回 | 開催年 | 小学校                       | 中学校                         | 規定曲                                                                   |
| -- | ------ | ---------------------------- | ------------------------------ | ------------------------------------------------------------------------ |
| 1  | 2013年 | 開催なし                     | 古川黎明中学校（東北）         | 「EMOTION」（加藤ミリヤ）                                                |
| 2  | 2014年 | 開催なし                     | 寝屋川市立友呂岐中学校（近畿） | 「Let the music flow」（J☆Dee'Z）                                        |
| 3  | 2015年 | 美濃市立大矢田小学校（東海） | 平戸市立大島中学校（九州）     | 「相合傘」（剛力彩芽） 「KLAP」（DISH//）                                |
| 4  | 2016年 | 天理小学校（近畿）           | 飯能市立飯能西中学校（関東）   | 「全力☆ランナー」（私立恵比寿中学） 「4 U」（Sky's The Limit）           |
| 5  | 2017年 | 岡崎市立生平小学校（東海）   | 平戸市立大島中学校（九州）     | 「ユメノツヅキ」（CHEMISTRY） 「Go My Way!」（Little Glee Monster）      |
| 6  | 2018年 | 港区立港南小学校             | 佐野市立田沼西中学校           | 「No Other One」（FlowBack） 「青い風に吹かれて」（Little Glee Monster） |
| 7  | 2019年 | 武蔵野市立大野田小           | 白川町立白川中                 | 「You can do it!!!!!」（スカイピース） 「By your side」（FlowBack）      |
| 8  | 2020年 | 西都市立銀上小               | 平戸市立大島中                 | 「青春ソラシドリーム」（スカイピース）                                   |
| 9  | 2021年 | 立科町立立科小               | 寝屋川市立第十中               | 「チャイム・リープ」（INUMO KUWANEEYO）                                  |
| 10 | 2022年 | 富山市立蜷川小               | バンコク日本人学校             | 「No worries!」（りかりこ）                                              |
| 11 | 2023年 | 野沢温泉村立野沢温泉小       | 寝屋川市立第十中               | 「遺伝子DANCE」（泉ノ波あみ）                                            |
| 12 | 2024年 | 加古川市立志方東小           | 平戸市立大島中                 | 「こくご・さんすう・りか・恋愛！」（Lucky²）                             |

### ダンス部中学生部門
| 回 | 開催年 | 最優秀賞       |
| -- | ------ | -------------- |
| 11 | 2023年 | 梅花中         |
| 12 | 2024年 | 西武学園文理中 |

## テレビ放送スタッフ
2020年放送分
- ナレーター：増田晋
- 構成：市川榮里
- カメラ：浅見茂樹、加藤和彦
- 編集：山本圭一
- MA：高田学
- 選曲：矢崎裕行
- 協力：全国小・中学校リズムダンスふれあいコンクール実行委員会
- 宣伝：小泉美果、松村紗仁子
- 編成：猪瀬祐作
- サブディレクター：山本敦史、高山茜
- ディレクター：高橋政光、江藤祐太
- プロデューサー：大浦剛、松井和彦
- 制作協力：TBS SPARKLE（旧TBS VISION）
- 製作著作：TBS